# Kazimiera Sobieska-Stachurowa
Kazimiera Sobieska-Stachurowa (ur. 10 marca 1916 w Krakowie, zm. 7 sierpnia 2007 w Chartres) – polska nauczycielka, działaczka harcerska, komendantka konspiracyjnej Krakowskiej Chorągwi Harcerek w latach 1940–1941, łączniczka Armii Krajowej, uczestniczka tajnego nauczania.

## Życiorys
Kazimiera Sobieska była córką profesora Wacława Sobieskiego i Stanisławy z Zielińskich. Była uczennicą Państwowego Gimnazjum Żeńskiego nr X im. Królowej Wandy. Od 1925 roku związana z ruchem harcerskim, należała do 1. Krakowskiej Drużyny Harcerek im. Królowej Jadwigi. W 1934 roku została drużynową, cztery lata później hufcową I Hufca Harcerek i podharcmistrzem. Brała udział między innymi w Zlocie Skautów Słowiańskich w Pradze (1931), VII Światowej Konferencji Skautek (1932) oraz Jubileuszowym Zlocie ZHP w Spale (1935). Po ukończeniu gimnazjum rozpoczęła studia matematyczne na Uniwersytecie Jagiellońskim, których nie ukończyła wobec agresji niemieckiej 1939 roku.
Od początku okupacji zaangażowała się w prace konspiracyjnej Organizacji Harcerek oraz działalność pomocową. Była kierowniczką domu dla dzieci ofiar bombardowań w Krakowie (1939–1941), pracowała w Towarzystwie Opieki Młodzieży, a od lutego 1940 roku była komendantką Krakowskiej Chorągwi Harcerek oraz Pogotowia Harcerek Chorągwi. Pod koniec 1941 roku, inwigilowana wraz z całą rodziną przez gestapo, zrezygnowała z pełnienia funkcji i w roku następnym wyjechała wraz z matką do Mszany Dolnej, gdzie jej rodzina posiadała dom. Zaangażowała się w działalność tajnych kompletów, pełniła również funkcję łączniczki okolicznych oddziałów Armii Krajowej. W związku z konspiracyjną działalnością brata Jakuba, została wraz z matką aresztowana i osadzona w więzieniu w Nowym Sączu, a następnie obozie w Płaszowie.
Po wyzwoleniu powróciła do Mszany Dolnej, gdzie została nauczycielką nowo powstającego gimnazjum dla dzieci chłopskich. Utworzyła tam również drużynę harcerską. Była zamężna z Janem Stachurą, oficerem Armii Krajowej, uwięzionym przez NKWD i skazanym na 14 lat łagru. Po jego udanej ucieczce z więzienia w Wadowicach wykorzystała swoje kontakty w konsulacie francuskim w Krakowie i uzyskała dla nich dwa miejsca w transporcie byłych francuskich jeńców wojennych, powracających do ojczyzny. Przedostali się najpierw do brytyjskiej strefy okupacyjnej, a w listopadzie 1947 roku do Francji. Zamieszkali w Villiers-le-Morhier, mieli troje dzieci.
Kazimiera Sobieska-Stachurowa zmarła w Chartres 7 sierpnia 2007 roku. Przed śmiercią kilkakrotnie odwiedzała Polskę.